# William Berger
William Berger (eigentlich Wilhelm Thomas Berger; * 20. Jänner 1928 in Innsbruck; † 2. Oktober 1993 in Los Angeles, Kalifornien) war ein österreichischer Schauspieler, der hauptsächlich in Italowestern und anderen Genrefilmen zu sehen war.

## Leben
Berger wuchs in einer wohlhabenden Arztfamilie auf, die bei Ausbruch des Zweiten Weltkrieges aus Norditalien, wo sie den Urlaub verbrachte, in die Vereinigten Staaten floh. Er machte seinen Schulabschluss an der Columbia University, wo er auch dem Leichtathletikteam angehörte und an den Ausscheidungen zu den Olympischen Spielen 1948 teilnahm. Nach drei Jahren Militärdienst, u. a. in Korea, und der Hochzeit mit Marjorie wandte er sich (nach kurzer Zeit der Arbeit für IBM) dem Schauspiel zu; er arbeitete zunächst am Broadway, wo er bis Ende der 1950er Jahre regelmäßig und erfolgreich in Stücken spielte.
Nach einem misslungenen und von Eheproblemen begleiteten Versuch, sich in Hollywood beim Film zu etablieren, kehrte er nach New York City zurück und nahm an einer Europatournee teil. Ebenfalls Teil des in London, München und Rom auftretenden Ensembles, das auch mit Drogen experimentierte, war seine neue Lebensgefährtin Carol Lobravico. In Italien wurde Berger 1965 für eine Rolle in dem amerikanischen Film Colonel von Ryans Express engagiert. Nach kurzer Rückkehr in die Staaten drehte er wieder in Italien; unter Marco Ferreris Regie entstand Break Up. Berger blieb in Italien und viele Rollen, vor allem Western, folgten, unter anderem Von Angesicht zu Angesicht (1967), Sartana – Bete um Deinen Tod (1968), Sabata (1969) und Keoma – Das Lied des Todes (1975). Im Verlauf seiner Karriere wirkte er in über hundert Filmen mit.
In den frühen 1970er Jahren saß Berger zusammen mit seiner Frau wegen des Besitzes von Drogen einige Zeit in einem italienischen Gefängnis, wo Carol starb. Nach der Entlassung im März 1971 setzte er seine Schauspielkarriere fort. Zwei weitere Ehen folgten. In zahlreichen, meist kommerziell ausgerichteten Werken war der deutlich gealterte Schauspieler bis zu seinem Tod 1993 durch Krebs zu sehen. Vier seiner Kinder (aus eben so vielen Ehen) sind oder waren ebenfalls schauspielerisch tätig.

## Filmografie (Auswahl)
- 1961: Endstation Paris (Back Street)
- 1964: Colonel von Ryans Express (Von Ryan’s Express)
- 1965: Break-Up
- 1966: El Cisco
- 1966: La grande notte di Ringo
- 1966: Die Mörderklinik (La lama nel corpo)
- 1967: L’harem
- 1967: Der Tag, an dem die Fische kamen (The Day the Fish Came Out)
- 1967: Von Angesicht zu Angesicht (Faccia a faccia)
- 1968: Heute ich… morgen Du! (Oggi a me… domani a te)
- 1968: Django spricht das Nachtgebet (Il suo nome gridava vendetta)
- 1968: Sartana – Bete um Deinen Tod (…Se incontri Sartana prega per la tua morte)
- 1968: Sommersprossen
- 1969: Django und Sartana, die tödlichen Zwei (Una lunga fila di croci)
- 1969: Sabata (Ehi amico… c’è Sabata, hai chiuso!)
- 1970: 5 bambole per una luna d’agosto
- 1970: La colomba non deve volare
- 1970: Der Gefürchtete (Sartana nella valle degli avvoltoi)
- 1970: Ombre roventi
- 1971: Deadline
- 1971: Ein Hallelujah für Camposanto (Gli fumavano le colt… lo chiamavano Camposanto!)
- 1972: Un capitán de quince años
- 1972: Una colt in mano al diavolo
- 1972: Ich, die Nonne und die Schweinehunde (Io monaca… per tre carogne e sette peccatrici)
- 1972: Mio caro assassino
- 1972: Morire a Roma
- 1973: …altrimenti vi ammucchiamo
- 1973: Crow (…e il terzo giorno arrivo il Corvo)
- 1973: Il giustiziere di Dio
- 1973: Los ojos del doctor Orloff
- 1973: Verflucht dies Amerika
- 1973: Zorro junior (Il figlio di Zorro)
- 1974: Im Schatten des Mörders (La noche de los asesinos)
- 1974: Zwei Fäuste des Himmels (Uomini duri)
- 1975: Parapsycho – Spektrum der Angst
- 1975: Terminal
- 1976: Agnes geht in den Tod (L’Agnese va a morire)
- 1976: Il colpaccio (Big Pot)
- 1976: Keoma – Das Lied des Todes (Keoma)
- 1976: Das Nest der Salamander (Cuibul salamandrelor)
- 1976: Der Stachel (Gli amici di Nick Hezard)
- 1976: Telefoni bianchi
- 1977: Frau und Geliebte (Mogliamante)
- 1977: Holocaust parte seconda: i ricordi, i deliri, la vendetta
- 1977: Die Liebesbriefe einer portugiesischen Nonne
- 1977: Der Mann aus Virginia (California)
- 1977: Per questa notte
- 1978: Comincerà tutto un mattino: io donna tu donna
- 1978: Porco mondo
- 1979: Orient-Express (Fernseh-Miniserie)
- 1979: Santa Lucia
- 1979: Der tödliche Kreis (Circuito chiuso)
- 1979: Die Totenschmecker
- 1979: I viaggiatori della sera
- 1980: Der Tag der Cobra (Il giorno del Cobra)
- 1981: Bosco d’amore
- 1981: I ragazzi di celluloide (Fernseh-Miniserie)
- 1981: Ripacsok
- 1982: Diamond Connection
- 1982: Giuseppe Verdi – Eine italienische Legende (Verdi) (Fernseh-Miniserie)
- 1982: Im Wendekreis des Kreuzes (Scarlatto e nero) (Fernsehfilm)
- 1982: Das Mädchen von Triest (La ragazza di Trieste)
- 1982: Die verzauberte Leinwand (La vela incantata)
- 1983: Er – Stärker als Feuer und Eisen (La guerra del ferro – Ironmaster)
- 1983: Herkules (Ercole)
- 1983: Il momento dell’avventura
- 1983: Im Wendekreis des Kreuzes (The Scarlet and the Black) (Fernsehfilm)
- 1984: Tiger – Frühling in Wien
- 1984: Monster Shark (Shark: Rosso nell’oceano)
- 1985: Die Abenteuer des Herkules 2. Teil (The Adventures of Hercules)
- 1985: Christopher Columbus
- 1985: Leidenschaften (Interno Berlinese)
- 1985: Tex und das Geheimnis der Todesgrotten (Tex e il Signore degli abissi)
- 1986: Der Tod des Empedokles
- 1986: Tarot
- 1987: Djangos Rückkehr (Django 2: il grande ritorno)
- 1988: Brother from Space (Hermano del espacio) (gedreht 1984)
- 1988: Top Line - Das Geheimnis des Azteken-Berges (Top Line)
- 1989: Maya
- 1990: Dr. M
- 1991: Bucks größtes Abenteuer (Buck ai confini del cielo)